# Colom verdós de São Tomé
El colom verdós de São Tomé (Treron sanctithomae) és una espècie d'ocell de la família dels colúmbids (Columbidae) que habita boscos de l'illa de São Tomé.